# Летучие мыши
Лету́чие мы́ши (лат. Microchiroptera) — обобщающее название для представителей отряда рукокрылых за исключением крыланов. Летучих мышей долго рассматривали как подотряд, пока по кариологическим и молекулярно-генетическим данным не было показано, что эта группа парафилетична: представители надсемейства Rhinolophoidea более родственны крыланам, чем прочим летучим мышам. Тем не менее в русскоязычной научной и научно-популярной литературе название продолжают использовать в прежнем значении. Фактически под это название попадают представители 6 семейств, относящихся к Rhinolophoidea, и 14 семейств, ныне объединяемых в подотряд Yangochiroptera; также летучими мышами называют представителей ископаемых семейств отряда, некоторые из которых, по-видимому, древнее, чем разделение ныне живущих групп, включая крыланов.
В целом летучие мыши отличаются от крыланов следующими признаками (хотя есть исключения):
- нет когтя на втором пальце передних конечностей;
- наружные уши обычно сложной формы, часто обладают развитым козелком или противокозелком, складчатым задним краем и т. д.
- общие размеры обычно мелкие (в среднем масса тела летучих мышей 4—10 г), хотя среди насекомоядных рукокрылых есть такие, которые крупнее наиболее мелких крыланов;
- лицевой отдел черепа укорочен;
- глаза, как правило, небольшие и не играют ведущей (и тем более — исключительной) роли в ориентации в пространстве;
- щечные зубы сохраняют систему бугров и гребней, утраченную у крыланов;
- все летучие мыши обладают развитой ультразвуковой эхолокацией.

Большая часть питается насекомыми, однако крупные летучие мыши (например, гигантская вечерница) могут питаться птицами, ящерицами, лягушками, немногие — рыбой, известны летучие мыши, охотящиеся на другие виды рукокрылых. В Южной Америке существует три вида летучих мышей (вампиры), которые питаются кровью позвоночных — птиц и млекопитающих. Некоторые виды — растительноядные: они питаются, подобно крыланам, фруктами, нектаром или пыльцой (например, листоносы).
Насекомоядная летучая мышь за час охоты может съесть до 200 комаров.

## Образ жизни
Почти все летучие мыши (как и вообще рукокрылые) ведут ночной образ жизни, а днём спят. Из-за особого хрупкого строения костей летучие мыши совершенно беззащитны на земле. Они не могут передвигаться на своих лапках и отталкиваться от земли, как, например, птицы. Поэтому днем летучие мыши спят вниз головой. Такое положение позволяет им начать полет непосредственно во время падения. Кроме того, летучие мыши часто устраивают себе уютные укрытия, забившись в трещины деревьев, скал или в щели в постройках. Убежищами могут служить полости в деревьях, пещеры, гроты и различные искусственные сооружения, как надземные, так и подземные. Летучие мыши способны впадать в оцепенение, сопровождающееся уменьшением скорости обмена веществ, интенсивности дыхания и частоты сердечных сокращений, многие способны впадать в длительную сезонную спячку (до 8 месяцев).
Благодаря умению регулировать скорость обмена веществ многие насекомоядные летучие мыши могут долго обходиться без пищи, но из-за большой площади крыловых перепонок быстро теряют влагу и без свободного доступа к ней могут погибнуть от обезвоживания. В активном состоянии, как и все мелкие млекопитающие, имеют очень высокий уровень обмена, требующий, соответственно, много пищи; в среднем насекомоядная летучая мышь съедает за ночь около трети собственного веса. За одно лето колония из сотни особей поедает около 350—700 тысяч насекомых (многие из которых — вредители сельского и лесного хозяйства), крупная колония может уничтожить более 10 млн насекомых.
Летучие мыши обычно живут большими колониями (по некоторым данным крупные колонии могут насчитывать около полутора сотен тысяч особей), которые сосредоточены в относительно небольших пространствах. Из-за этого в их популяциях крайне быстро распространяются различные инфекционные заболевания (часть из которых опасна для человека).

## Распространение
Ареал летучих мышей практически совпадает с ареалом отряда рукокрылых, который охватывает все континенты, кроме Антарктиды, и все климатические зоны за исключением тундры, приполярных районов, а также за исключением некоторых океанических островов.

## Использование ультразвуковых сигналов

### Для навигации в пространстве
Летучие мыши обнаруживают предметы, преграждающие им путь, испуская неслышимые для человека звуки и улавливая их эхо, отражённое от предметов. До открытия ультразвуковой эхолокации предполагалось, что летучие мыши обладают экстрасенсорным восприятием. Их лишали возможности использовать зрение, покрывали крылья плотным лаком, чтобы лишить возможности чувствовать воздушные потоки, и всё равно они избегали расположенных в экспериментальной камере препятствий.
Исследования доктора О. Хенсона, анатома Иельского университета, показали, что в момент испускания разведывательных ультразвуков мышцы в ушах летучих мышей закрывают ушные раковины для предотвращения повреждения слухового аппарата. Известным исследователем эхолокации летучих мышей был также зоолог Дональд Гриффин.
Эхолокация летучих мышей различается в разных семействах. Подковоносы излучают сигналы через нос, и эти сигналы представляют собой короткие (50—100 мс) ультразвуковые сигналы с постоянной частотой 81—82 кГц, но в конце сигнала частота резко падает на 10—14 кГц. А гладконосые летучие мыши излучают через рот существенно более короткие (2—5 мс) сигналы с частотой, которая за это время падает со 130 до 30—40 кГц.
Летучие мыши способны обнаружить препятствие из проволок на расстоянии от 17 метров. Дальность обнаружения зависит от диаметра проволоки. Проволока диаметром 0,4 мм будет найдена с расстояния 4 метра, а диаметром 0,08 мм — с 50 см. Длина волны типичных локационных сигналов летучей мыши — около 4 мм. Однако мышь реагирует не только на толщину, но и на длину проволоки, в результате чего при достаточной длине отрезка проволока будет обнаружена.

### Для общения с сородичами
Во время полёта летучие мыши поют песни, используя сложные сочетания слогов, на высоких частотах (что обусловлено их способностью к эхолокации). Они создают ультразвуковые волны от 40 до 100 кГц. Зов бразильского складчатогуба включает от 15 до 20 слогов. Ухаживая за самкой, каждый самец поёт свою собственную песню, хотя в целом мелодии всех песен похожи своей последовательностью, которая может быть условно подразделена на три фазы: «писк», «трель» и «зуд» (если пытаться описать их в рамках человеческого восприятия). Разница заключается в индивидуальном сочетании различных слогов, синтаксисе фраз и отдельных речевых оборотов, и порядке их построения. Самка, в свою очередь, может как ответить взаимностью, так и отказать ухажёру. Половой диморфизм речи характеризуется более узкочастотными звуками и сложными фразами, с которыми самцы обращаются к самкам, и наоборот, самки позволяют себе широкочастотные звуки и простые однозначные ответы в общении с самцами. Общение с особями одного пола отличается от общения с особями противоположного во всех аспектах, причём, для наполнения передаваемого сообщения совершенно иной эмоциональной и смысловой нагрузкой, мыши достаточно слегка изменить порядок, частоту и тональность издаваемых звуков. Сложные голосовые сообщения используются не только для ухаживаний, но также для опознавания друг друга, обозначения социального статуса, определения пространственно-территориальных границ, споров относительно распределения охотничьих угодий и добычи, при воспитании потомства и при противодействии особям, вторгшимся на чужую территорию. Социальный статус подчёркивается устным позволением или непозволением приземлиться рядом с уже приземлившейся мышью. В полёте мыши используют своё ультразвуковое общение для голосового управления безопасностью воздушного движения в режиме реального времени, чтобы избежать столкновения, рядовые мыши обязаны скорректировать курс полёта и уступить дорогу более высокопоставленной в социальном плане мыши. По мнению биолога Майкла Смотермана, ни одно другое млекопитающее, кроме человека, не обладает способностью общаться с помощью столь сложных голосовых последовательностей. Голосовой центр, ответственный за организацию сложных последовательностей слогов, у летучих мышей расположен несколько выше, чем у человека, и учёные пока не могут определить, где именно он находится.
Эхолокационные сигналы у детёнышей развиваются из призывных криков.

### Для охоты
Летучие мыши, которые питаются рыбой (например, мексиканская рыбоядная мышь), патрулируют водную поверхность по ночам, излучая весьма сильные эхолокационные сигналы. Однако эти сигналы не проникают в толщу воды. Мышь не обнаружит рыбу, находящуюся под водой, но сразу же найдёт, если рыба высунет из воды хотя бы небольшую часть тела.
Эхолокация далеко не всегда помогает летучим мышам найти пищу. Случается, что некоторым насекомым удаётся услышать писк летучих мышей ещё издали и таким образом спастись. А бабочки из семейства медведиц посылают ночным охотникам ответные сигналы, с помощью которых указывают на свою несъедобность или стремятся скрыть своё местонахождение, заглушив чужой сигнал.

## Опасность
Летучие мыши являются естественным резервуаром бешенства и, по данным ВОЗ, вирусов Марбург, Эбола и коронавирусов, входящих в группу особо опасных инфекций — список самых опасных для человека известных патогенных вирусов, являющихся причиной смертельных заболеваний. Имеются фактические данные о причастности летучих мышей к передаче инфекции.
Эта биологическая опасность является непосредственным следствием образа жизни этих животных.